# Chlorita korovini
Chlorita korovini är en insektsart som beskrevs av Aleksey A. Zachvatkin 1953. Chlorita korovini ingår i släktet Chlorita och familjen dvärgstritar. Inga underarter finns listade i Catalogue of Life.